# Goblin (группа)
«Goblin» — итальянская прогрессив-рок-группа. Изначально называлась Cherry Five и находилась под влиянием музыки Genesis и King Crimson. Результатом трудов Cherry Five стал единственный альбом с одноимённым названием. Потом группа изменила своё название на Goblin. Группа известна прежде всего по созданию музыки для фильмов ужасов известного итальянского режиссёра Дарио Ардженто.

## История
Основателями группы являются рок-пианист Клаудио Симонетти, гитарист Массимо Моранте (Massimo Morante), басист Фабио Пиньятелли (Fabio Pignatelli) и барабанщик Уолтер Мартино (Walter Martino).
Первый успех пришёл к участникам группы в 1975 году, когда на них, вернее на группу ещё под названием Cherry Five обратил внимание Дарио Ардженто с предложением написать музыку к фильму «Кроваво-красное» (Profondo Rosso), на удивление ребята со своей обязанностью справились более чем превосходно, фильм и музыка стали хитом, а фильмы Дарио Ардженто теперь невозможно представить без стильной, завораживающей музыки группы Goblin и особенно композитора Клаудио Симонетти, клавишника группы на их самых лучших пластинках. Именно этот период можно считать наиболее классическим в истории группы, так как интерес представляет чуть ли не каждый выпущенный в это время альбом. Наиболее яркими работами, помимо дебютного Profondo Rosso, стали саундтреки к фильмам «Суспирия» (1977), «Рассвет мертвецов» (1978).
С 1979 года состав группы часто менялся. Из всех участников самым постоянным был только Фабио Пиньятелли и более-менее регулярно — Массимо Моранте, но и они не смогли целиком заменить Клаудио Симонетти, начавшего в 1978 году сольную карьеру. Разумеется это сказалось на альбомах 1979—1983 гг, действительно ярких композиций стало несколько меньше. Особенно это заметно на альбомах «Volo» (1982) и «Notturno» (1983), где из оригинального состава организаторов группы остался лишь только Фабио Пиньятелли. Тем не менее о развале группы было говорить рано.
Следующей выдающейся пластинкой стал саундтрек к фильму «Дрожь» (Tenebre), в записи которого приняли участие только музыканты из оригинального костяка группы: Симонетти-Моранте-Пиньятелли (партию ударных исполняла драм-машина). Следующий альбом Phenomena тоже стал классикой. В 90-х основные участники группы занялись с переменным успехом сольной карьерой, а следующий альбом вышел только в 2001 году, и это опять был саундтрек к новому фильму Ардженто «Без сна» (Non Ho Sonno).
С тех пор группа продолжает своё существование и поныне, но более или менее яркие записи за этот период выпустил только Клаудио Симонетти, как сольно, так и со своей новой группой Daemonia.
Goblin оказали существенное влияние на итальянскую рок-сцену. В частности, члены группы Rhapsody — поклонники Goblin и неоднократно записывали кавер-версии их композиций.

## Дискография
- 1974 — Cherry Five (под Cherry Five)
- 1975 — Profondo Rosso (Soundtrack)
- 1976 — Roller
- 1976 — Chi
- 1976 — Perché si uccidono (Soundtrack)
- 1977 — Suspiria (Soundtrack)
- 1977 — Мартин (Soundtrack)
- 1978 — Zombi (Soundtarck)
- 1978 — Yell
- 1978 — Squadra antimafia (Soundtrack)
- 1978 — Il Fantastico Viaggio del Bagarozzo Mark
- 1978 — Dawn of the Dead (Soundtrack)
- 1978 — La Via della droga (Soundtrack)
- 1978 — Wish you were hear (Compilation)
- 1978 — Патрик (Soundtrack)
- 1979 — Squadra antigangsters (Soundtrack)
- 1979 — Buio Omega (Soundtrack)
- 1979 — Amo non amo (Soundtrack)
- 1979 — Greates hits (Compilation)
- 1980 — Заражение (Soundtrack)
- 1980 — I films di Dario Argento (Compilation)
- 1980 — I supergruppi (Compilation)
- 1981 — Night of the Zombies (Soundtrack)
- 1981 — Mo deng tian shi (Soundtrack)
- 1981 — St. Helens (Soundtrack)
- 1982 — Volo
- 1982 — Goblin French Compilation
- 1982 — Дрожь (Soundtrack)
- 1983 — Zombi — Tenebre (Compilation)
- 1983 — Il Ras del quartiere (Soundtrack)
- 1983 — Notturno (Soundtrack)
- 1983 — Tenebre — Discomix (Compilation)
- 1984 — Soundtracks Volume III (Compilation)
- 1985 — Феномен (Soundtrack)
- 1986 — Argento viva 1 (Compilation)
- 1988 — Argento viva 2 (Compilation)
- 1988 — Beretta 70 (Compilation)
- 1989 — Goblin collection 1975—1989 (Compilation)
- 1989 — La Chiesa (Soundtrack)
- 1997 — Greates hits (Compilation)
- 1998 — Mind’s Eye (Titelthmema)
- 1998 — Italian horror showcase (Compilation)
- 1999 — Notturno (Compilation)
- 2001 — Non ho sonno (Soundtrack)
- 2005 — Back To The Goblin

## Участники
Фабио Пиньятелли — бас/клавишные
Массимо Моранте — гитары
Маурицио Гуарини — клавишные
Агостино Маранголо — ударные